# 티발라
티발라는 마우리아 제국의 황자로, 마우리아 황제 아소카와 그의 두 번째 황후인 카루바키 사이에서 태어난 아들이었다. 그는 왕비 칙령에서 그의 어머니와 함께 그의 비문에 이름으로 언급된 아소카의 유일한 아들이다.
티발라는 역사적 증거로 그 존재가 입증되고 그의 아버지의 후계자였을 가능성이 있는 아소카의 유일한 아들이다. 티발라는 또한 나이 든 아소카가 가장 좋아했던 자녀로 간주된다.

## 생애
티발라는 마우리아 제국의 수도인 파탈리푸트라에서 카루바키와 아소카 사이의 아들로 태어났다. 티발라는 아소카의 치세 동안 탁실라의 부왕으로 있었다. 아소카는 그의 또다른 황후인 마하라니 데비의 장남인 마헨드라를 그의 후계자로 간주했지만 마헨드라가 황위를 물려받을 생각이 없다는 것을 알게 된 이후에는 티발라를 자신의 후계자로 보았다. 그러나 아소카의 치세가 끝날 때까지 쿠날라 황자가 황위의 계승권을 주장하자 결국 아소카는 쿠날라의 아들 삼프라티를 후계자로 선언하였으며, 따라서 티발라는 황제 자리를 물려받지 못했다.